# Конкуренция валют
Конкуренция валют (от англ. currency competition) — это денежная система, в которой частные субъекты эмитируют частные деньги (обычно обеспечиваемые ценными и ликвидными эквивалентами, такими как золото или серебро), для того чтобы удовлетворить спрос на простой, дешёвый способ торговать товарами или услугами. В настоящее время такая конкуренция валют встречается относительно редко, так как большинство стран используют фиатные деньги. Государства национализировали и монополизировали валюту, выпуск и обращение которой контролируется центробанками и используется как политический инструмент, с помощью которого влияют на экономику, хотя конкуренция валют являлась нормальным состоянием на протяжении всей человеческой истории.
Термин конкуренция валют также используется для описания взаимосвязи между разными фиатными валютами в глобальной экономике. В этом смысле, две и более фиатных валюты, например доллар США и евро, сохраняют приоритетный статус на своих территориях, однако конкурируют между собой за доходы от сеньоража резервной валюты.
Примером конкуренции фиатных валют может служить так называемая «долларизация» экономик многих стран с переходной экономикой, граждане и компании которых довольно часто номинируют цены товаров или услуг в долларах США, и эта валюта иногда имеет параллельное хождение с местной фиатной валютой. Государства часто борются с параллельным хождением валют других стран на своей территории, однако население таким образом пытается защищаться от проблем, которые испытывает местная государственная валюта.